# La Camella (Arona)
La Camella es una de las entidades de población que conforman el municipio de Arona, en la isla de Tenerife —Canarias, España—.

## Características
La Camella está situada a unos 2,6 kilómetros al este de la capital municipal, a una altitud media de 320 m s. n. m.
Está formada por los núcleos poblacionales de La Camella, Las Casas Viejas y La Sabinita.
La localidad cuenta con el Centro de Educación Infantil y Primaria Chayofa-La Camella, con un centro cívico, con la iglesia parroquial de la Virgen Divina Pastora así como con una ermita dedicada a la Virgen de Fátima en el núcleo de La Sabinita, un tanatorio, un polideportivo municipal, con plazas públicas, parques infantiles, farmacia, entidades bancarias, gasolineras, pequeños comercios, bares y restaurantes.
En su paisaje destaca la elevación conocida como Mojón del Rey, ubicada al sur de la localidad, y que se corresponde con un cono volcánico estromboliano formado por piroclastos basálticos.